# Louis V de Wurtemberg
Pour les articles homonymes, voir Louis de Wurtemberg.
Louis II de Wurtemberg-Urach (1439-2 novembre 1457), fut comte de Montbéliard, comte de Wurtemberg et comte d'Urach de 1450 à 1457, sous le nom de Louis V de Wurtemberg.
Il était fils de Louis IV de Wurtemberg et de Mathilde de Palatinat.
À la mort de son père (1450), il hérita le titre de comte de Montbéliard. Mineur, il fut mis sous tutelle de son oncle, Ulrich V de Wurtemberg « le bien-aimé », qui l'émancipa en 1454, un an avant sa majorité.
Louis II n'était pas un aigle de gouvernement ; son caractère pacifique, humain, ne lui fit rien entreprendre de bien remarquable pendant son court règne. Il était très pieux, et fit de nombreuses libéralités aux moines et aux églises de la région. On lui doit la réédification de l'hôpital de Montbéliard.
Il affranchit en 1456 les habitants de Granges-le-Bourg de toutes tailles, servitudes et corvées. S'agissant d'un fief tenu par la maison de Wurtemberg mais appartenant à la Bourgogne voisine, cet acte d'affranchissement fut confirmé par Philippe le Bon, suzerain de la seigneurie.
Il mourut sans alliance, le 2 novembre 1457.
Fratrie
- F Mathilde de Wurtemberg †1495 Mariée le 18 août 1454, Marbourg, Hesse (Allemagne), avec Louis II de Hesse 1438-1471
- H Louis V, comte de Wurtemberg 1439-1457
- H André de Wurtemberg 1443-1443
- H Éberard V "le Barbu", comte de Wurtemberg 1445-1496
- F Élisabeth de Wurtemberg 1447-1505 Mariée le 30 octobre 1470, Sarrebruck, Sarre (Allemagne), avec Jean II, comte de Nassau-Sarrebruck 1423-1472

## Sources
- Le Roman d'une Principauté . D. Seigneur. Éditions Cêtre - Besançon.
- Notices d'autorité :   - VIAF
  - GND
- « Généalogie de Louis V de Wurtemberg », sur Geneanet (consulté le 13 octobre 2018)